# コノシメトンボ
コノシメトンボ（小熨斗目蜻蛉、学名  Sympetrum baccha matutinum  ）は トンボ科アカネ属のトンボの一種。和名は「小型のノシメトンボ」の意である。日本のほぼ全国（北海道から九州、一部離島）に分布する。国外では中国南部から台湾にかけて、原名亜種オオアカネ（大赤蜻、学名： Sympetrum baccha baccha (Selys, 1884)）が分布する。

## 形態
成虫は、体長36-48mm、腹長23-31mm、後翅長29-35mm、翅の先端にある黒褐色の斑紋が目立つ、やや大きめの赤とんぼ。
和名のとおりノシメトンボに似るが、体格は本種のほうがひと回り小型で、腹部はやや太めである。
雄の尾部上付属器の先端は若干上に反り返り、雌の腹部第8節にある産卵弁はやや突出する。雌は顔面の額上部に眉班（ビハン）を有する。雄にはふつうこの眉班はないが、薄くあらわれることもある。熨斗目模様と呼ばれる腹部の黒斑はノシメトンボと比べるとごくわずかしかない。
幼虫は典型的な赤とんぼ型のヤゴで、体長は18-22mm程度。タイリクアカネに酷似している。腹部第8節の側棘の長さは第9節の末端まで届かない。

## 生態
成虫は7月上旬頃から羽化が始まり、遅いところでは12月上旬頃まで見られる。平地から低山地にかけての開放的な池沼、水田などで見られることが多いが、時には学校のプールや2,000mを超す高い山にもあらわれ、生息域は広い。
未熟なうちは雌雄とも体色は黄褐色をしており、翅の先端の褐色斑は薄い。成熟すると、雄はナツアカネ同様全身が赤化するが、雌は背面の橙色が濃くなる程度である。寒冷地において同属他種によく出現する雌の顕著な赤化型は、本種にはみられない。
羽化後は羽化水域を離れて、丘陵地や中低山地の樹林のやや高い樹の梢に静止し、体が成熟するまでそこで摂食活動を行う。
成熟後は平地までよく移動・分散し、本種ばかりで群れを形成することは少なく、本種単独か、他種の群れに本種が少数混じって観察されることが多い。他の赤とんぼの仲間と比べ、成熟した個体では地面や丸太などの平らな面にへばり付くように止まる習性が強い。
成熟した雄は水域近くに縄張りを持つようになる。本種も他の雄の侵入に対して一旦は強い縄張り占有行動を示すものの、明確な縄張りの範囲を持たず、長時間にわたって一定の範囲に固執することは少ない。
打空産卵を行うノシメトンボとは異なり、本種は打水産卵または打泥産卵を行う。特に本種は植生の少ない明るく開けた広い水面を好む傾向がある。このため屋外プールや都市公園のコンクリート張りの池など、人工的な止水域で見つかるヤゴは本種かタイリクアカネであることが多い。
産卵は雌雄が連結したまま行うことが多いが、途中で連結を解いて雌の単独産卵に移行することもある。この場合は雄が上空でホバリングをしながら、または付近に静止して雌の産卵を警護をすることもあるが、長時間は持続しない。
秋に産み落とされた卵はそのまま越冬し、翌春孵化し幼虫となる。

## 類似種

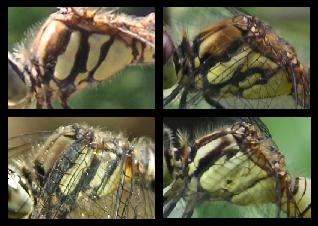
胸部の比較 左上)ノシメトンボ・右上)コノシメトンボ ・左下)リスアカネ・右下)マユタテアカネ

翅の先端が褐色になるよく似た種類にノシメトンボ、リスアカネがある。成虫の一般的な大きさはこの三種の中ではノシメトンボが最も大きく、次いでコノシメトンボ、リスアカネの順となる。
本種の雄は成熟すると顔面、胸部、腹部まで濃い赤色になるが、リスアカネは腹部のみが橙色を帯びた赤色に変化し、ノシメトンボは腹部に暗赤色がさす程度にしか赤化しないため、容易に見分けることができる。
雌雄とも翅の先端の褐色斑は一般的には本種が最も濃く、黒色に近い色をしている。しかしこの部分は未熟期には薄く、逆に老熟が進んでも次第に褪色すること、個体による差異などもあり、決定的な識別点とはならない。
また、これら三種は胸部側面の斑紋の形状がそれぞれ異なることで見分けることができる。本種の特徴は、胸部側面の3本の黒条のうち、前から2本目が途中で後方に折れ曲がったのち3本目に合流し、まるでひらがなの「つ」の字を傾けたように見えることである。翅の先端が褐色斑のある赤とんぼの仲間でこのような胸部斑紋を持つ種はコノシメトンボだけであり、胸部を見るのが最も確実な見分け方である。

## 近縁種
体格や体色、行動特性は大きく異なるが、国内における本種の近縁種としては、ヒメアカネ、マユタテアカネ、マイコアカネがあり、幼虫の形態もよく似ている。特にマユタテアカネとの間では、異種間連結・異種間交尾・産卵が観察されることがあり、稀に種間雑種を生じる。
逆にノシメトンボ、リスアカネは本種と成虫の姿形がよく似てはいるが、本種とは産卵行動が異なっており（打空産卵）、幼虫も側棘の形状などに明らかな違いがある。それ故に、上記三種に比べると、系統的には本種とはやや離れた種類であるといえる。
尚、中国南部から台湾にかけて分布する原名亜種はオオアカネと呼ばれ、本亜種より大型であるだけでなく、翅端の黒褐色斑は退化傾向にあり、やや淡色で面積も狭いなど形態的な差異もいくつか認められる。

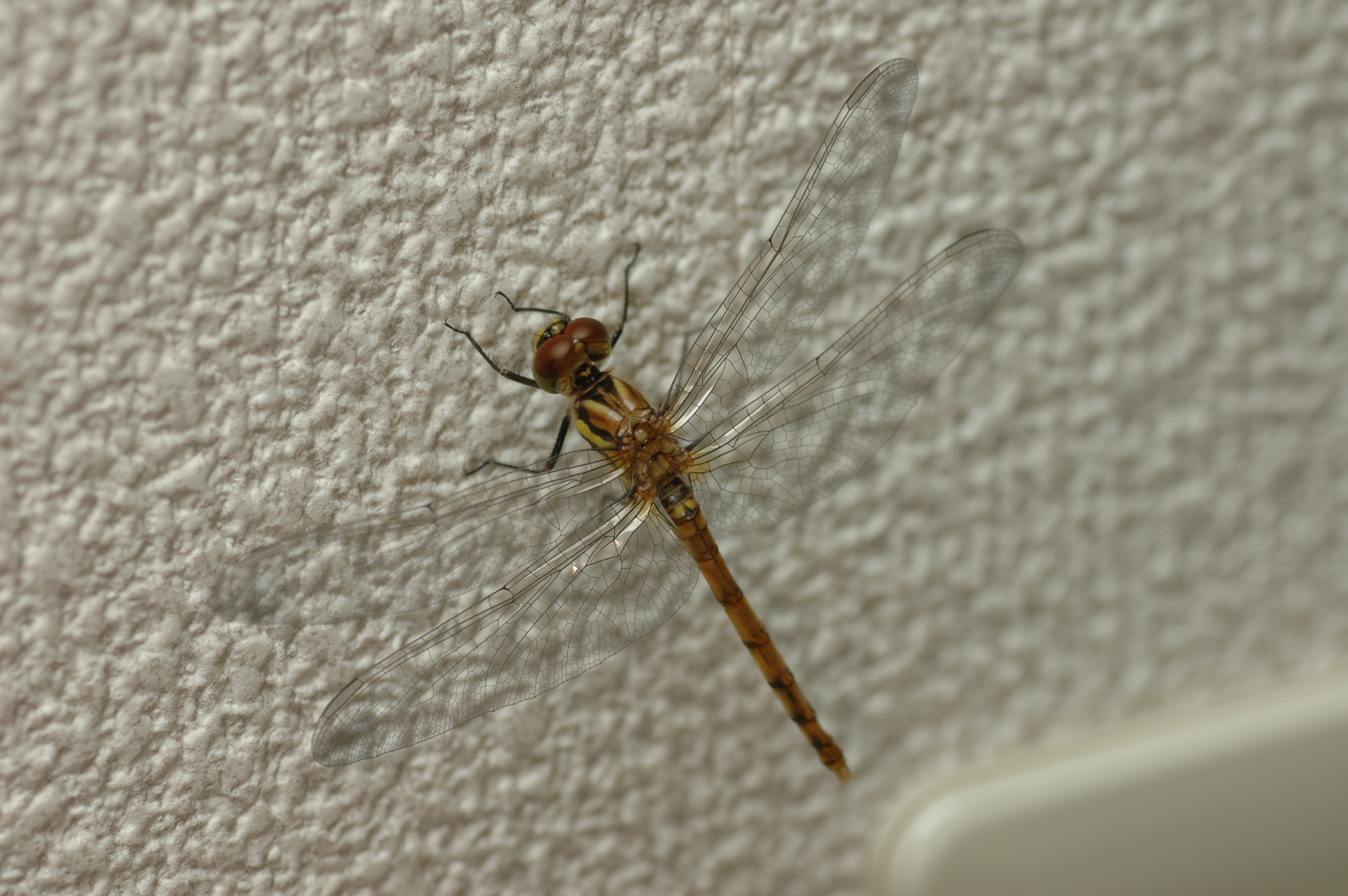
羽化直後の雄。翅の先端の斑紋はまだ薄い。
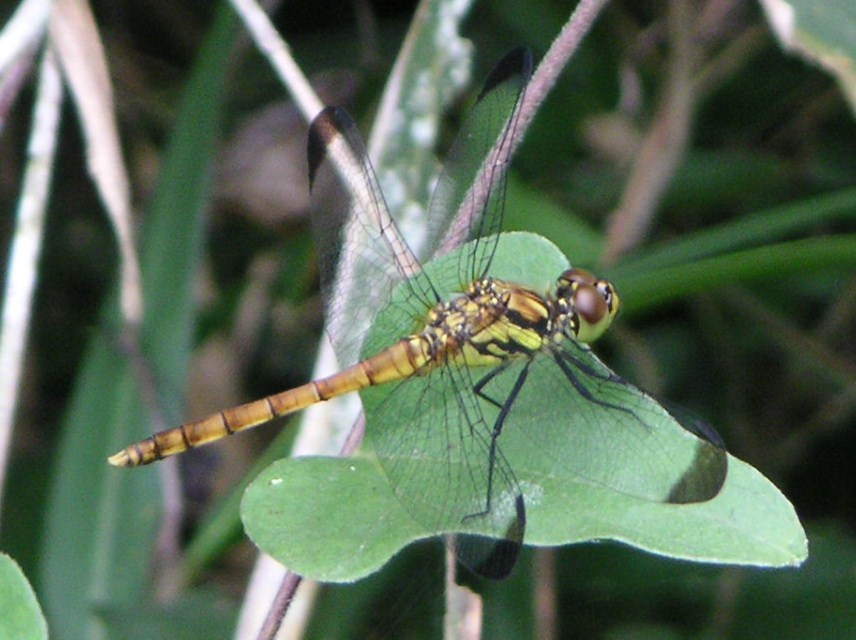
未熟な雄。体色はまだ黄褐色のまま。
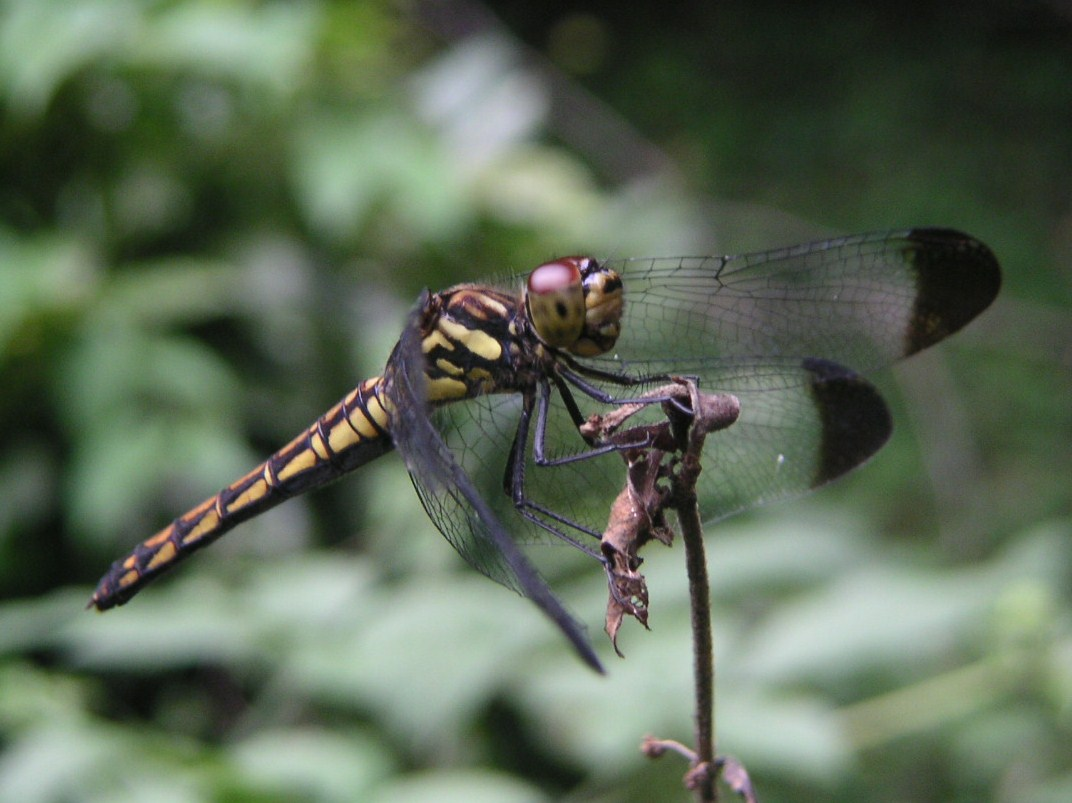
成熟した雌。雌には眉斑がある。
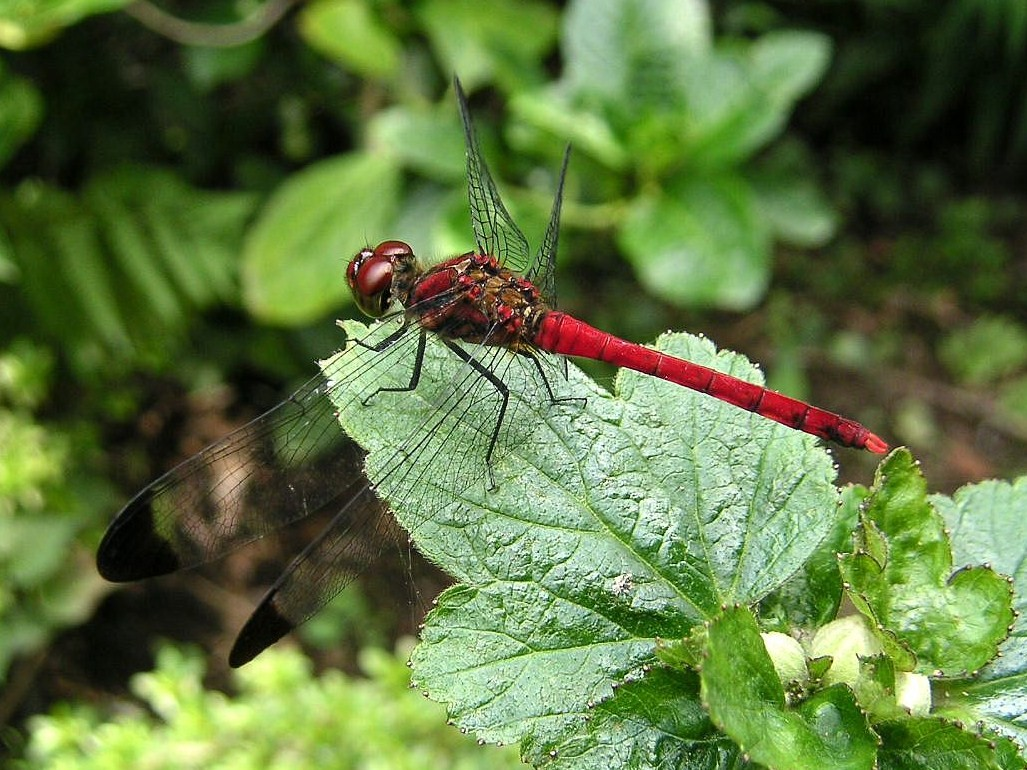
シュウメイギクの葉に静止する成熟雄
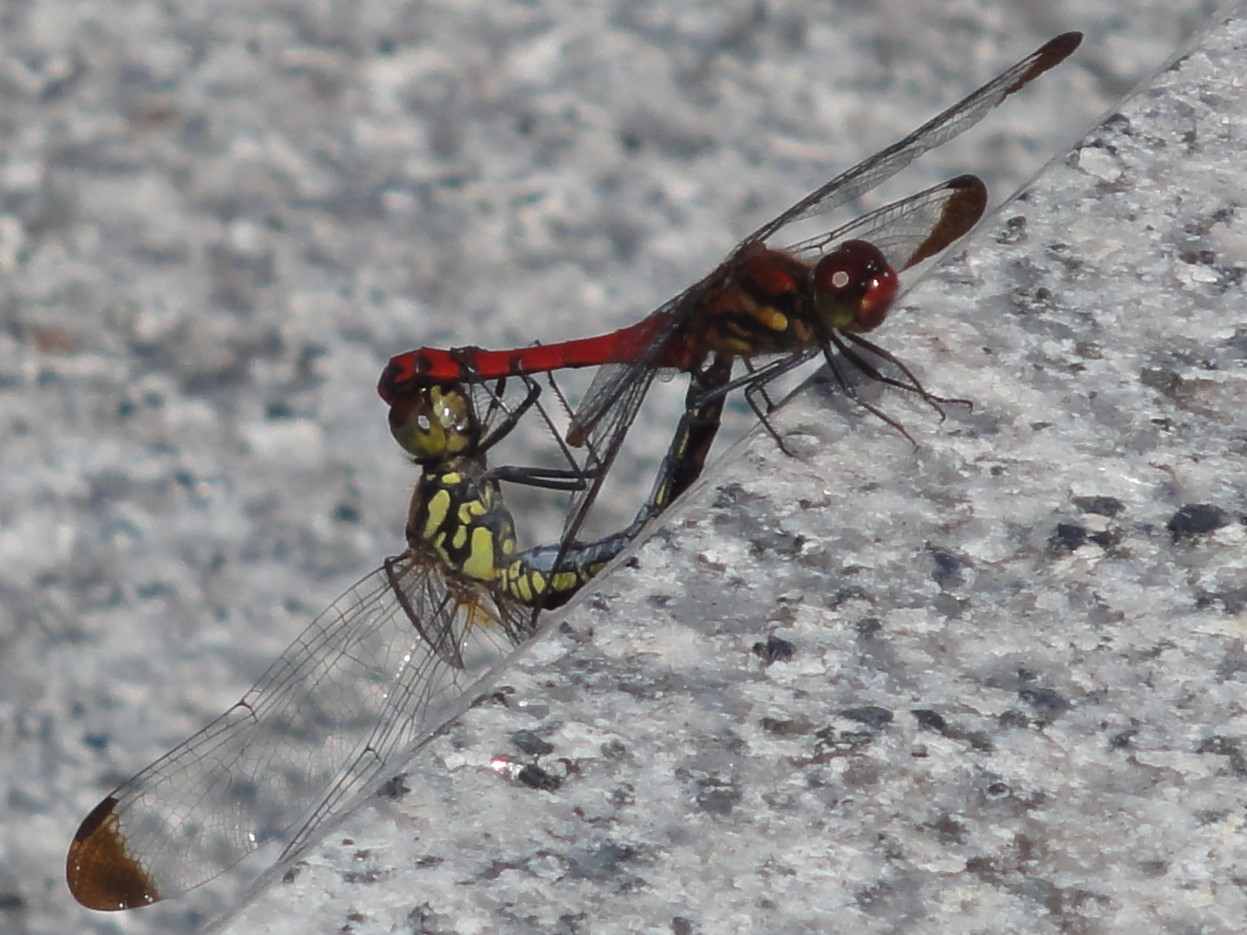
交尾
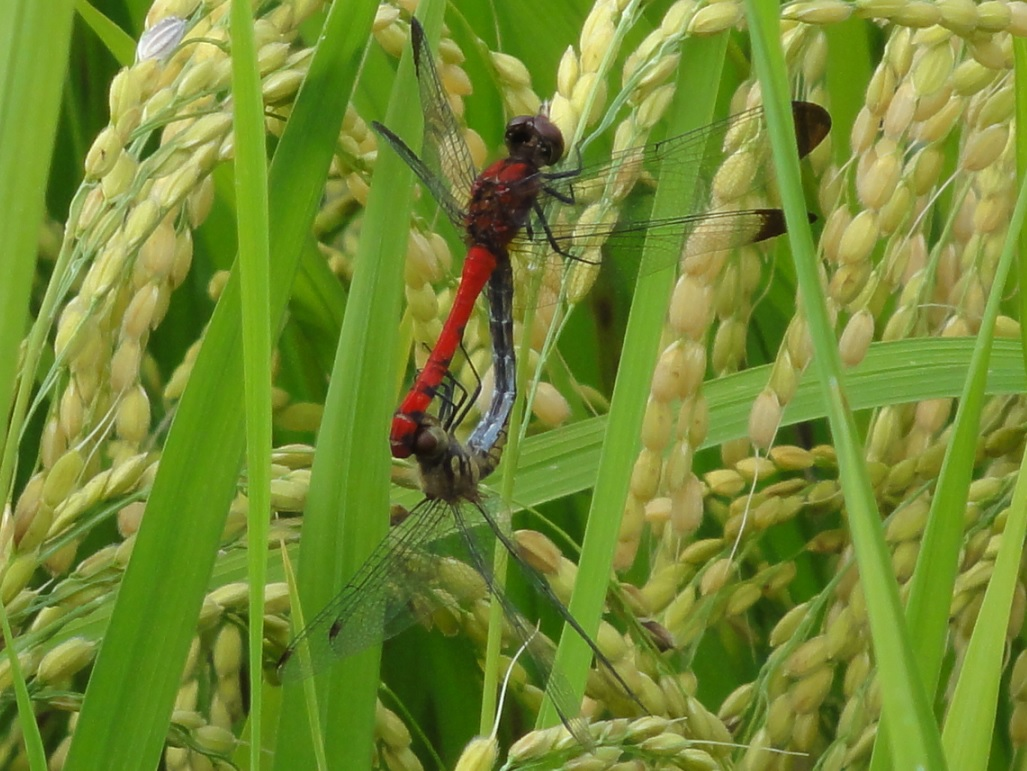
交尾。雌は翅端が退化傾向の個体。